# Célula G

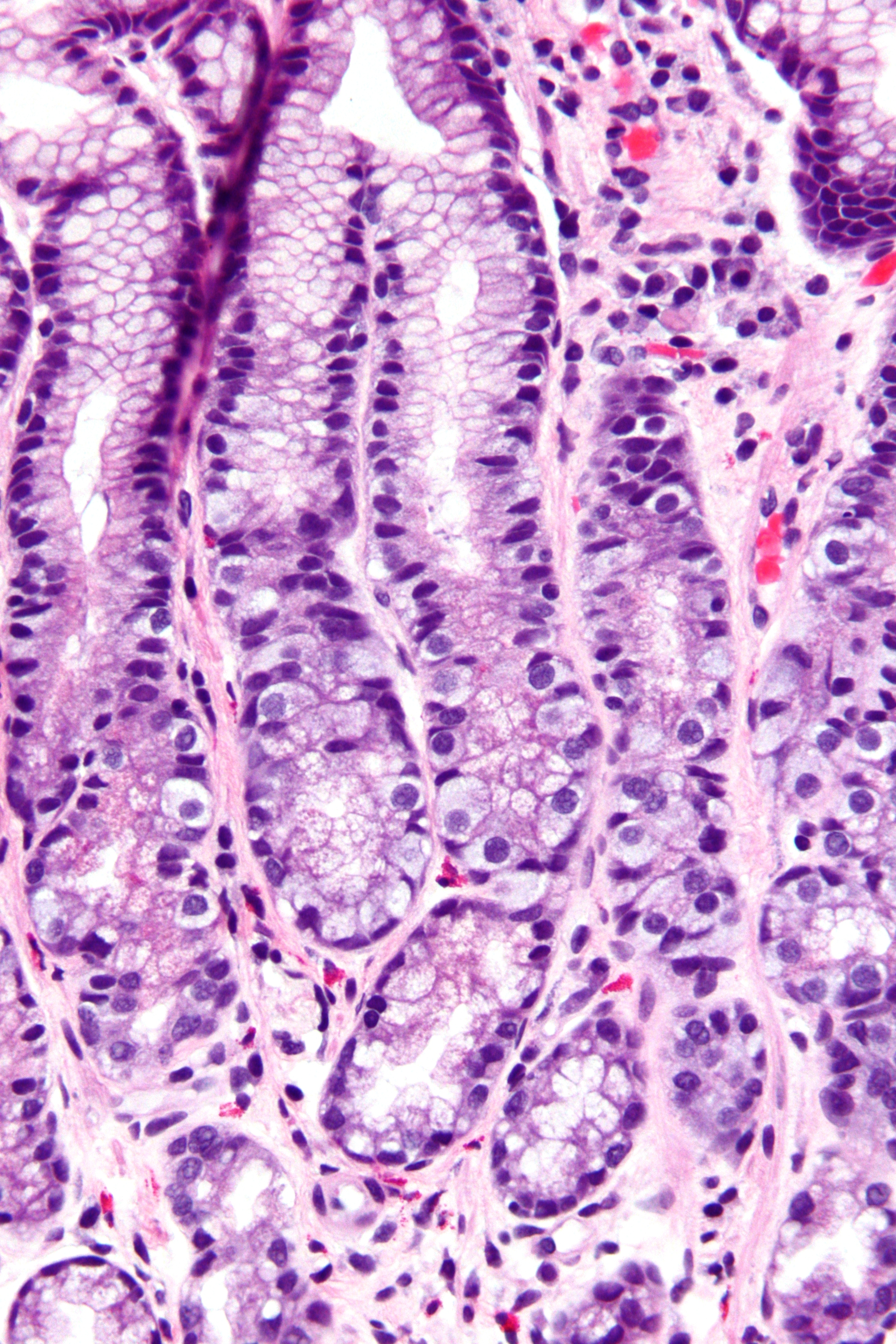
Microfotografia do antro gástrico mostrando um grande número de células G, com forma semelhante a ovos estrelados.

A célula G é um tipo de célula do antro gástrico, parte afunilada do estômago, que secreta gastrina, hormônio protéico liberado na ingestão de alimentos com alto teor protéico. Atua na mucosa gástrica estimulando células parietais a liberarem HCl.